# Vidalia langatensis
Vidalia langatensis es una especie de insecto del género Vidalia de la familia Tephritidae del orden Diptera.

## Historia
Chua la describió científicamente por primera vez en el año 2000.